# Villaines-sous-Bois
Pour les articles homonymes, voir Villaines.
Villaines-sous-Bois est une commune du Val-d'Oise située en plaine de France, et à environ 25 km au nord de Paris.
Ses habitants sont les Villainoises et les Villainois.

## Géographie

### Localisation
Villaines-sous-Bois est située près de l’autoroute A16 et de la Croix Verte, qui offre un accès rapide à Paris, à l'aéroport de Roissy-Charles de Gaulle et à la ville nouvelle de Cergy-Pontoise.

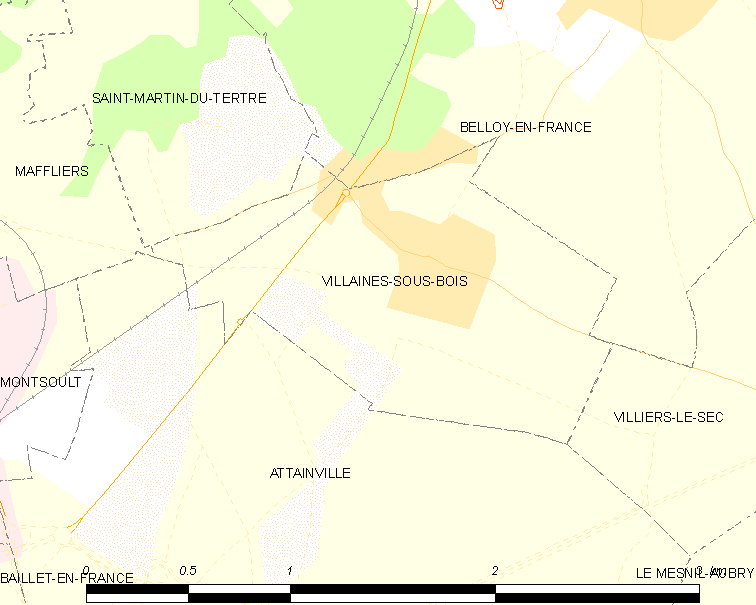
Carte de la commune.
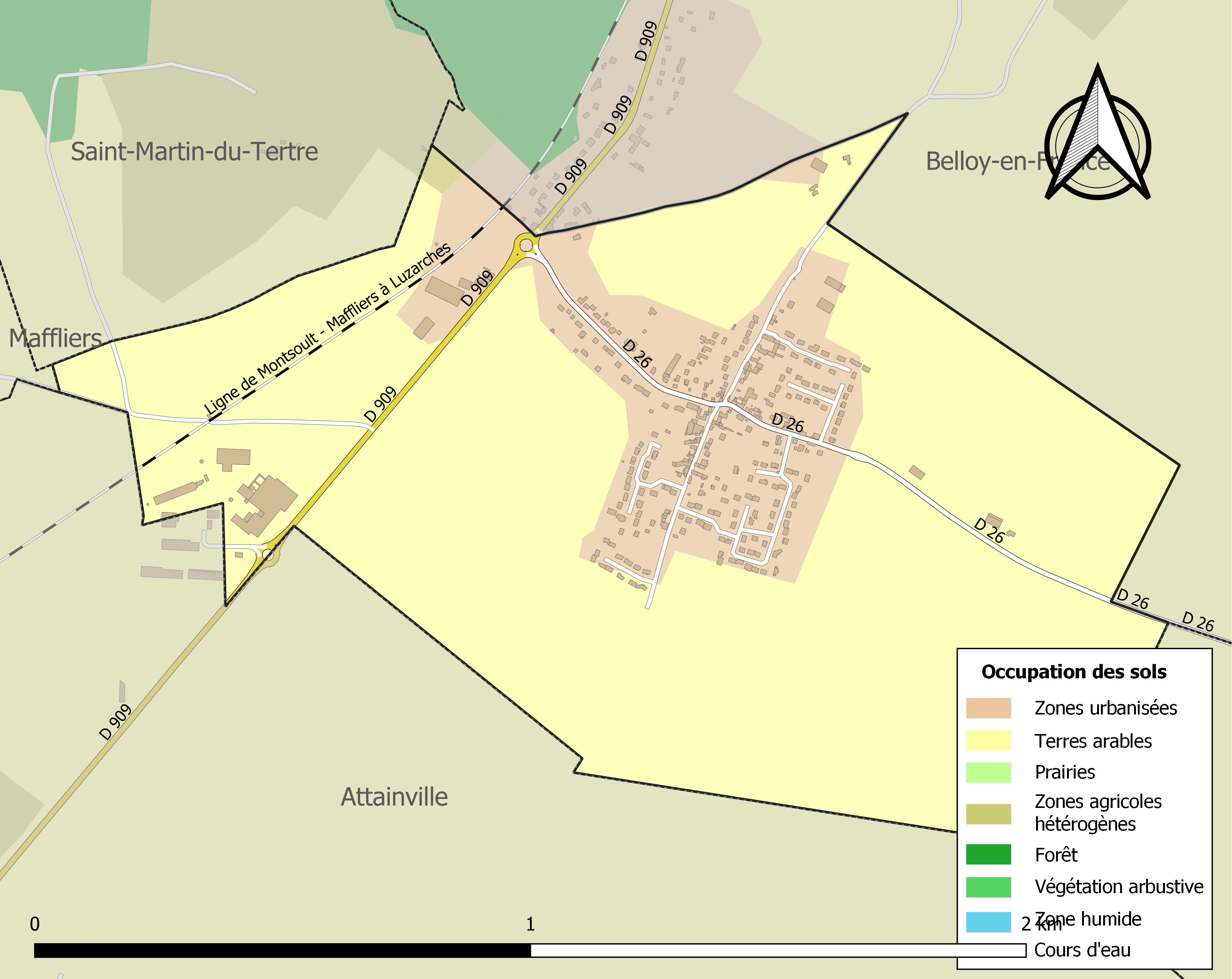
Occupation des sols.

### Communes limitrophes
La commune est limitrophe de Belloy-en-France, Villiers-le-Sec, Attainville, Maffliers et Saint-Martin-du-Tertre.
| Saint-Martin-du-Tertre | Belloy-en-France    |                 |
| Maffliers              | Villaines-sous-Bois | Villiers-le-Sec |
|                        | Attainville         |                 |

### Transports et déplacements
Villaines-sous-Bois est desservie par la gare de Villaines, sur la ligne H du Transilien, branche Paris-Nord — Luzarches.
La gare est desservie à raison d'un train omnibus par heure en heures creuses et par un train semi-direct à la 1/2 heure (direct de Sarcelles - Saint-Brice à Montsoult-Maffliers et omnibus ensuite) en pointe. Il faut de 33 à 36 minutes de trajet à partir de la gare du Nord.

### Climat
Pour des articles plus généraux, voir Climat de l'Île-de-France et Climat du Val-d'Oise.
En 2010, le climat de la commune est de type climat océanique dégradé des plaines du Centre et du Nord, selon une étude du CNRS s'appuyant sur une série de données couvrant la période 1971-2000. En 2020, Météo-France publie une typologie des climats de la France métropolitaine dans laquelle la commune est dans une zone de transition entre le climat océanique et le climat océanique altéré et est dans la région climatique  Sud-ouest du bassin Parisien, caractérisée par une faible pluviométrie, notamment au printemps (120 à 150 mm) et un hiver froid (3,5 °C). 
Pour la période 1971-2000, la température annuelle moyenne est de 11 °C, avec une amplitude thermique annuelle de 14,7 °C. Le cumul annuel moyen de précipitations est de 701 mm, avec 11,4 jours de précipitations en janvier et 8,2 jours en juillet. Pour la période 1991-2020, la température moyenne annuelle observée sur la station météorologique la plus proche, située sur la commune de Bonneuil-en-France à 13 km à vol d'oiseau, est de 12,1 °C et le cumul annuel moyen de précipitations est de 616,3 mm,. Pour l'avenir, les paramètres climatiques de la commune estimés pour 2050 selon différents scénarios d'émission de gaz à effet de serre sont consultables sur un site dédié publié par Météo-France en novembre 2022.

## Urbanisme

### Typologie
Au 1er janvier 2024, Villaines-sous-Bois est catégorisée bourg rural, selon la nouvelle grille communale de densité à sept niveaux définie par l'Insee en 2022.
Elle appartient à l'unité urbaine de Belloy-en-France, une agglomération intra-départementale regroupant deux  communes, dont elle est une commune de la banlieue,,. Par ailleurs la commune fait partie de l'aire d'attraction de Paris, dont elle est une commune de la couronne,. Cette aire regroupe 1 929 communes,.

## Toponymie
La localité était désignée Villanæ, Villena en 1004, Villainnes vers 1272, Villennes.
La commune est instituée par la Révolution française sous le nom de Villaine en 1793, puis de Villaines. En 1922, elle est renommée  Villaines-sous-Bois.
Le nom de Villaines provient de villana, dérivé du latin villa, la ferme. Le nom du village dénommé Villena in Parisiaco apparaît pour la première fois en 838 sur le testament d'Aldric, évêque du Mans[réf. nécessaire].

## Histoire
L'abbaye Saint-Martin de Pontoise perçoit la dîme dès le XIIIe siècle.
Sur un acte de 1294, Mathieu IV de Montmorency, chambellan de France, cède six villages dont Villaines à l’abbaye de Saint-Denis, en échange du fief de Berneval-en-Caux.
La seigneurie passe à Jean Guyard en 1476, puis à Jean de Vignolles au début du XVIe siècle, et à Guillaume de Verthamont et son épouse Denise Le Beau en 1597.
La terre est acquise en 1641 par Macé Le Boulanger, prévôt des marchands de Paris.
Outre la grande culture céréalière, le travail de la dentelle réalisé par les femmes fait vivre les villageois du XVII e au  XIXe siècle.
En 1804, la commune, instituée par la Révolution française compte 145 habitants.
La construction d'édifices publics, et surtout la réalisation du chemin de fer (ligne de Montsoult - Maffliers à Luzarches) par la compagnie des chemins de fer du Nord en 1880 entraîne la modernisation du village.

## Politique et administration

### Rattachements administratifs et électoraux
Antérieurement à la loi du 10 juillet 1964, la commune faisait partie du département de Seine-et-Oise. La réorganisation de la région parisienne en 1964 fit que la commune appartient désormais au département du  Val-d'Oise et à son arrondissement de Sarcelles, après un transfert administratif effectif au 1er janvier 1968.
Pour l'élection des députés, elle fait partie depuis 2012 de la deuxième circonscription du Val-d'Oise.
Elle faisait partie depuis 1793 du canton d'Écouen du département de Seine-et-Oise. Lors de la mise en place du Val-d'Oise, elle est rattachée en 1967 au canton de Viarmes. Dans le cadre du redécoupage cantonal de 2014 en France, la commune est désormais intégrée au canton de Fosses.
Villaines-sous-Bois fait partie de la juridiction d’instance de Gonesse (depuis la suppression du tribunal d'instance d'Écouen en février 2008), et de grande instance ainsi que de commerce de Pontoise,.

### Intercommunalité
La commune faisait partie de la Communauté de communes Carnelle - Pays de France créée en 2005.
Dans le cadre des dispositions de la loi portant nouvelle organisation territoriale de la République (Loi NOTRe) du 7 août 2015, qui prévoit que les établissements publics de coopération intercommunale (EPCI) à fiscalité propre doivent avoir un minimum de 15 000 habitants (et 5 000 habitants en zone de montagnes), le schéma départemental de coopération intercommunale du Val-d’Oise prévoit la fusion des deux communautés de communes Pays de France et Carnelle Pays de France, soit près de 31 500 habitants répartis sur 19 communes. Cette fusion est effective le 1er janvier 2017 (hormis pour la commune de Noisy-sur-Oise qui rejoint la communauté de communes du Haut Val-d'Oise).
Une nouvelle communauté de communes Carnelle Pays-de-France, dont la commune fait désormais partie, est ainsi créée par un arrêté préfectoral du 20 décembre 2016 qui prend effet le 1er janvier 2017,,.

### Liste des maires
| Période                                  | Période  | Identité          | Étiquette | Qualité |
| ---------------------------------------- | -------- | ----------------- | --------- | --- |
| Les données manquantes sont à compléter. |          |                   |           | |
| 1899                                     | 1903     | Louis Bulte       |           | |
| 1903                                     | 1903     | Louis Bouilliette |           | |
| 1903                                     | 1904     | Henri Bouillette  |           | |
| 1904                                     | 1904     | Lequertier Jules  |           | |
| 1904                                     | 1908     | Louis Bouilliette |           | |
| 1908                                     | 1909     | Louis Bulte       |           | |
| 1909                                     | 1919     | Narcisse Leclere  |           | |
| 1919                                     | 1924     | Justin Regnouard  |           | |
| 1924                                     | 1925     | Eugène Bernet     |           | |
| 1925                                     | 1927     | Louis Maréchal    |           | |
| 1927                                     | 1929     | Henri Maurin      |           | |
| 1929                                     | 1941     | Justin Regnouard  |           | |
| 1941                                     | 1945     | Paul Jalle        |           | |
| 1945                                     | 1947     | Henri Maurin      |           | |
| 1947                                     | 1953     | Marcel Dandoy     |           | |
| 1953                                     | 1956     | Roger Hiet        |           | |
| 1956                                     | 1959     | Désiré Boyaval    |           | |
| 1959                                     | 1965     | Camille Moureau   |           | |
| 1965                                     | 1989     | Pierre Baspeyre   |           | |
| mars 1989                                | 2014     | Louis Bourles     |           | Ingénieur |
| 2014                                     | En cours | Patrice Robin     | UMP-LR    | Vice président ( ? → 2016) puis président (2017 → ) de la CC Carnelle Pays de France Conseiller départemental de Fosses (2021 → ) Réélu pour le mandat 2020-2026 |

## Population et société

### Démographie
L'évolution du nombre d'habitants est connue à travers les recensements de la population effectués dans la commune depuis 1793. Pour les communes de moins de 10 000 habitants, une enquête de recensement portant sur toute la population est réalisée tous les cinq ans, les populations de référence des années intermédiaires étant quant à elles estimées par interpolation ou extrapolation. Pour la commune, le premier recensement exhaustif entrant dans le cadre du nouveau dispositif a été réalisé en 2008.

En 2022, la commune comptait 776 habitants, en évolution de +0,78 % par rapport à 2016 (Val-d'Oise : +4 %, France hors Mayotte : +2,11 %).
| 1793 | 1800 | 1806 | 1821 | 1831 | 1836 | 1841 | 1846 | 1851 |
| ---- | ---- | ---- | ---- | ---- | ---- | ---- | ---- | ---- |
| 144  | 145  | 150  | 99   | 128  | 120  | 120  | 122  | 101  |

| 1856 | 1861 | 1866 | 1872 | 1876 | 1881 | 1886 | 1891 | 1896 |
| ---- | ---- | ---- | ---- | ---- | ---- | ---- | ---- | ---- |
| 111  | 103  | 102  | 95   | 99   | 104  | 97   | 92   | 94   |

| 1901 | 1906 | 1911 | 1921 | 1926 | 1931 | 1936 | 1946 | 1954 |
| ---- | ---- | ---- | ---- | ---- | ---- | ---- | ---- | ---- |
| 95   | 89   | 86   | 109  | 111  | 119  | 132  | 140  | 163  |

| 1962 | 1968 | 1975 | 1982 | 1990 | 1999 | 2006 | 2008 | 2013 |
| ---- | ---- | ---- | ---- | ---- | ---- | ---- | ---- | ---- |
| 184  | 217  | 199  | 382  | 475  | 583  | 649  | 668  | 703  |

| 2018 | 2022 | - | - | - | - | - | - | - |
| ---- | ---- | - | - | - | - | - | - | - |
| 782  | 776  | - | - | - | - | - | - | - |

### Enseignement
L'école primaire a été baptisée en 2009 Les Camélias-Yann-Arthus-Bertrand en l'honneur du photographe Yann Arthus-Bertrand. À la rentrée 2011, elle comptait 93 élèves, répartis en 4 classes à deux niveaux.

## Économie
En 2017, la commune est dépourvue de commerces, à l'exception d'une jardinerie. La municipalité souhaite de longue date utiliser l’ancien bâtiment de la mairie pour y installer un café-restaurant, dans lequel les habitants pourraient retrouver d’autres services.

## Culture locale et patrimoine

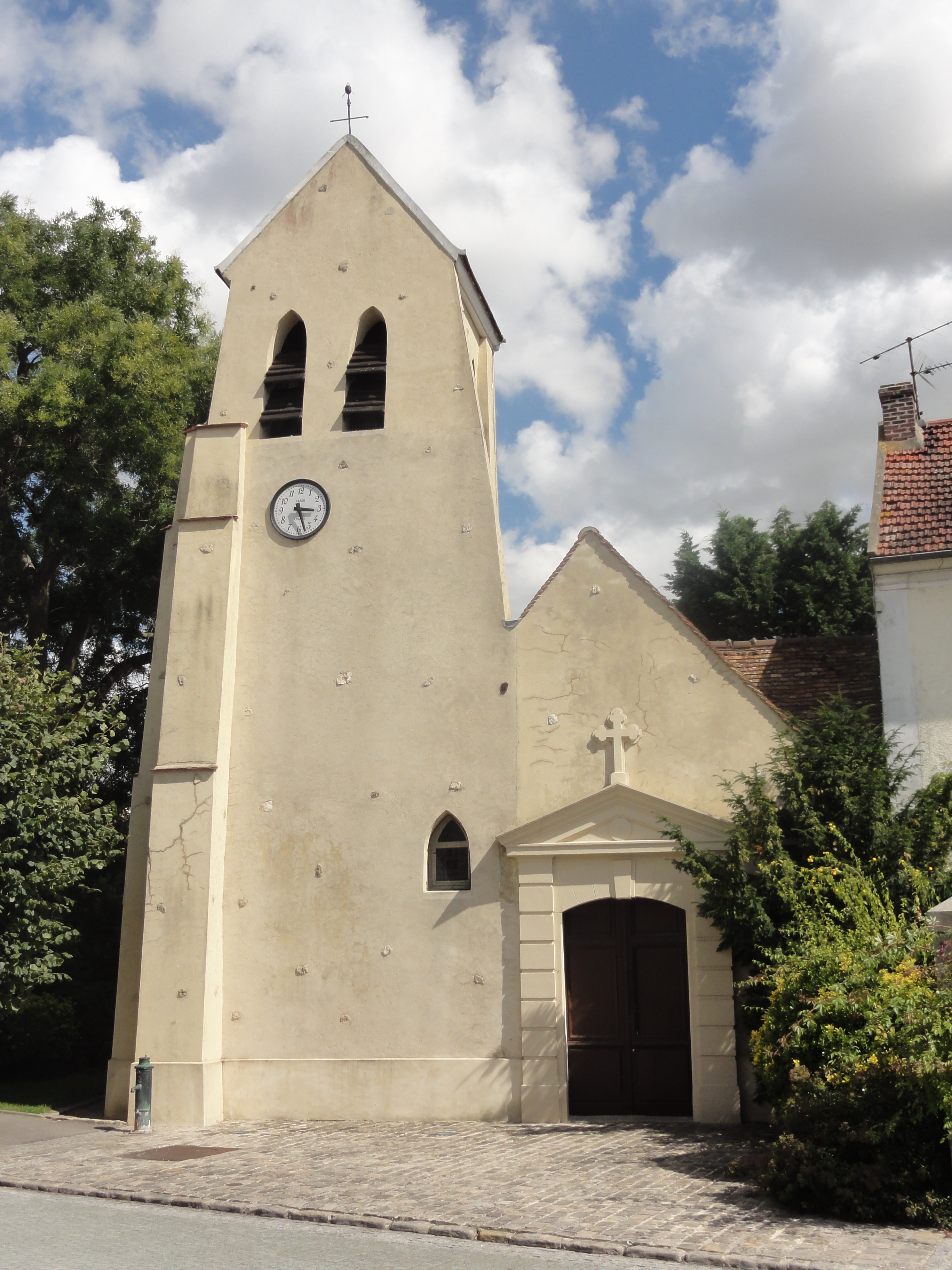
L'église Notre-Dame-de-la-Nativité.

### Lieux et monuments
Villaines-sous-Bois ne compte qu'un seul monument historique sur son territoire :
- L'église Notre-Dame de la Nativité, au carrefour au centre du village (inscrite monument historique par arrêté de 1969[35]) :

La paroisse est attestée dès le milieu du XIIIe siècle, et de cette époque pourrait dater le clocher, sans caractère particulier.
Pendant la seconde moitié du XVIe siècle, le chœur est reconstruit dans un style hésitant entre le gothique flamboyant, pour le profil des nervures de la voûte et l'emploi de l'arc brisé, et la Renaissance, pour les clés de voûte pendantes et les chapiteaux.
Le chœur ne comporte qu'une unique travée carrée et est très basse, mais il se distingue par son architecture raffinée, insoupçonnée pour une minuscule église rurale. La nef est une simple salle rectangulaire, qui a reçu sa forme actuelle au XVIIIe siècle,.
L'église a été restaurée en 1926 et après son inscription aux monuments historiques, et se trouve aujourd'hui dans un parfait état de conservation. Malgré la petite taille du village, elle accueille des messes dominicales anticipées chaque samedi soir. Elles sont célébrées selon la forme tridentine du rite latin.
On peut également signaler :

### Personnalités liées à la commune
- Louis Jules Duboscq (1817-1886), photographe, inventeur et fabricant d’instruments d’optique, est né à Villaines-sous-Bois.

### Héraldique
| Blason de Villaines-sous-Bois | Blason  | D'azur à la fasce d'or, accompagnée en chef d'un clou de la Passion d'argent accosté de deux fleurs de lys d'or et en pointe d'une rose d'argent. |
| Blason de Villaines-sous-Bois | Détails | La fasce d’or et la rose proviennent des armes des Leboulanger, seigneurs de Villaines au XVIIe siècle, depuis que Macé Leboulanger, prévôt des marchands de Paris, en fit l’acquisition en 1641 à titre d’échange contre 750 livres de rentes versés à André de Verthamont, ancien propriétaire des terres. Le chef rappelle que le village devint propriété de l’abbaye de Saint-Denis en 1294, par acte de cession de Mathieu de Montmorency, chambellan de France. |